# Lycosa rufisterna
Lycosa rufisterna är en spindelart som beskrevs av Schenkel 1953. Lycosa rufisterna ingår i släktet Lycosa och familjen vargspindlar. Inga underarter finns listade i Catalogue of Life.